# Alf Fields
Alfred George „Alf“ Fields (* 15. November 1918 in Canning Town; † 14. November 2011 in Waltham Abbey) war ein englischer Fußballspieler. Als Mittelläufer gehörte er dem Kader des FC Arsenal an, der 1948 die englische Meisterschaft gewann. Die Profikarriere geriet jedoch aufgrund einer schweren Knieverletzung ins Stocken und er war zumeist in der Reservemannschaft aktiv. Anschließend schloss er sich dem Betreuerstab des Klubs an und übte bis 1983 mehrere Funktionen vom Jugendtrainer bis zum Physiotherapeuten aus.

## Sportlicher Werdegang
Fields schloss sich im Jahr 1936 dem Erstligisten FC Arsenal an und debütierte drei Jahre später in der höchsten englischen Spielklasse gegen den FC Blackpool. Der erhoffte Sprung zum Profifußballer erlitt jedoch für den jungen Mittelläufer einen nachhaltigen Rückschlag, da nach zwei weiteren Spielen der Beginn des Zweiten Weltkriegs für eine langjährige Unterbrechung des offiziellen Spielbetriebs sorgte. Während der Kampfhandlungen wurden Fußballer häufig in der Britischen Armee oder der Royal Air Force für die Betreuung in der Körperertüchtigung abgestellt, was ihnen oft ermöglichte, weiterhin daheim in „Wartime Games“ aufzulaufen. Fields hingegen diente als Soldat in der Royal Artillery, kämpfte in Afrika und Italien und wurde für seine Verdienste mit der British-Empire-Medaille dekoriert.
Nach der Wiederaufnahme des Ligaspielbetriebs in der Saison 1946/47 eroberte sich zunächst Leslie Compton auf der Mittelläuferposition einen Stammplatz. Der im September 1947 bereits 35-jährige Compton liebäugelte jedoch zu dieser Zeit mit einem Wechsel zum Cricketsport und so erhielt Fields plötzlich seine Bewährungschancen. Diese nutzte er auch mit guten Leistungen und zu Beginn der Spielzeit 1947/48 gewann Arsenal mit dem groß gewachsenen Fields im Abwehrzentrum fünf Spiele in Serie. Es folgte jedoch das fatale Spiel gegen die Bolton Wanderers. Fields versuchte im eigenen Strafraum einen Ball wegzuschlagen, als sein schnell herausstürmender Torhüter George Swindin mit ihm derart schwer kollidierte, dass sich Fields eine schwere Knieverletzung zuzog. Damit war die Meistersaison 1947/48 für ihn vorzeitig beendet und Arsenal intervenierte erfolgreich beim Middlesex County Cricket Club bezüglich einer Rückkehr von Compton zum Fußballsport. Fields blieb lange weiter aktiv für die Reservemannschaft und bestritt insgesamt mehr als 200 Spiele für Arsenal. Von seiner Verletzung erholte er sich hingegen nie mehr so richtig und bis zu seinem Rücktritt im September 1952 absolvierte er nur noch zwei weitere Erstligapartien.
Im Anschluss blieb er jedoch dem Verein bis zu seiner Pensionierung im Jahr 1983 erhalten, womit er insgesamt 47 Jahre für Arsenal aktiv war. Zu seinen Funktionen gehörten die des Trainerassistenten, Jugendcoachs und Physiotherapeuten. Besonders für seine Arbeit im Nachwuchsbereich wurde er gerühmt, da er vor allem in den 1950er- und 1960er-Jahren Schwerpunkte in der Jugendarbeit setzte, die ihrer Zeit voraus schien. Zwar blieben die Titelgewinne bei Arsenal weitgehend aus, aber als der Verein im Jahr 1971 das Double errang, waren mit Charlie George, Pat Rice und George Armstrong Akteure aus der Kaderschmiede von Alf Fields wichtige Stützen der Mannschaft.
Fields verstarb einen Tag vor seinem 93. Geburtstag im November 2011 und war vorher der letzte noch lebende Spieler von Arsenals Meistermannschaft von 1948.